# 뉴 뮤지엄

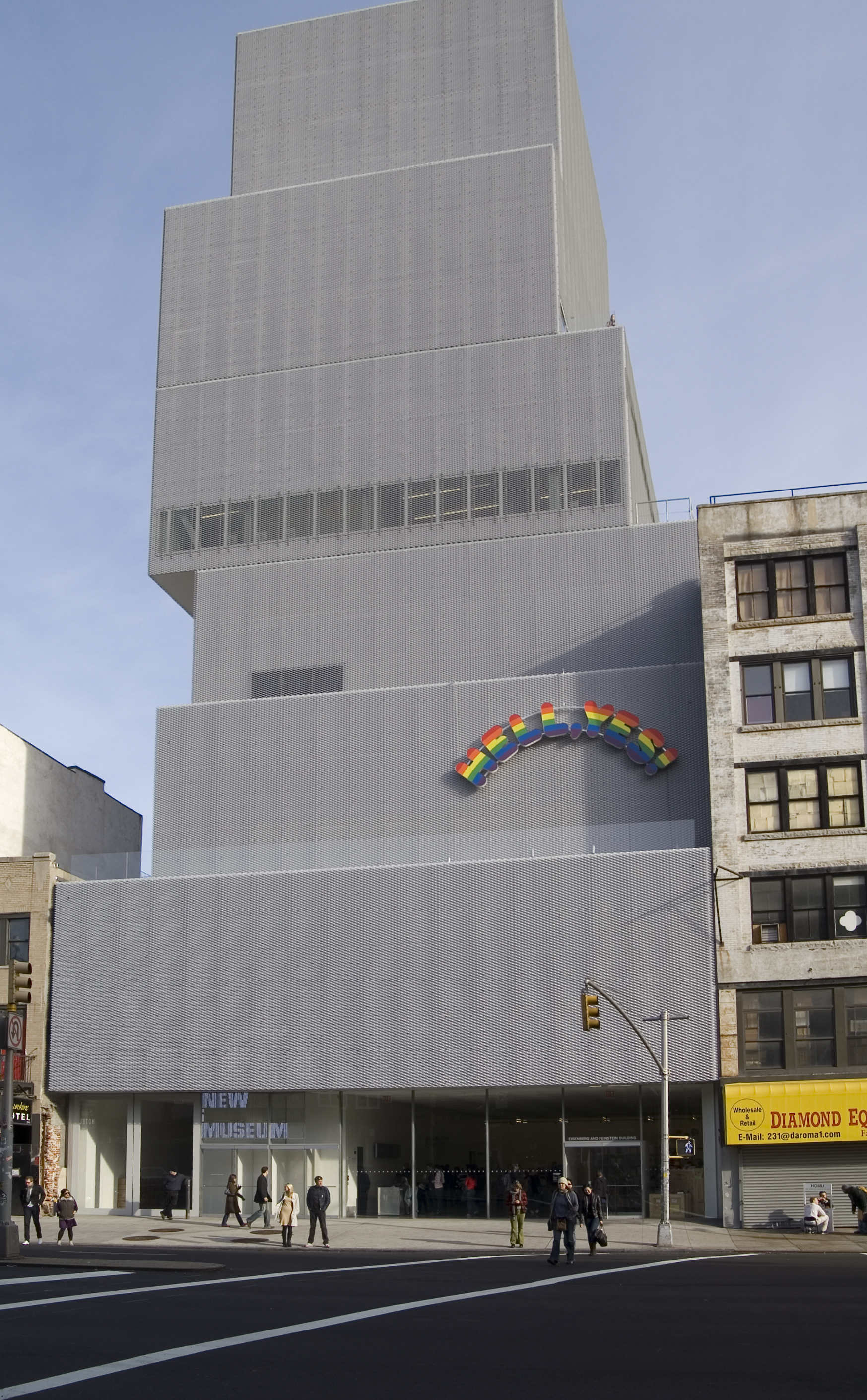
뉴 뮤지엄

뉴 뮤지엄(New Museum)은 뉴욕 맨해튼에 위치한 박물관이다. 1997년 개관하였다.